# جیمی کروسل
جیمی کروسل (انگلیسی: Jimmy Crussell; ۱۹ فوریهٔ ۱۹۰۴ – ۱۱ دسامبر ۱۹۸۳) بازیکن فوتبال بود.
وی همچنین در تیم ملی فوتبال England Amateurs بازی کرده‌است.